# 中澤千磨夫
中澤 千磨夫（なかざわ ちまお、1952年3月12日 - ）は日本の日本文学研究者・映画研究者。
北海道出身。小樽市在住。
北海道武蔵女子短期大学教授・全国小津安二郎ネットワーク（小津ネット）会長。財団法人北海道文学館副理事長も務める。

## 略歴
1970年、北海道札幌東高等学校卒業。1976年、北海道大学水産学部水産増殖学科卒業。1987年、北海道大学大学院文学研究科（国文学専攻）博士後期課程単位取得満期退学。1987年、北海道大学文学部助手。1991年、北海道武蔵女子短期大学助教授、1997年、北海道武蔵女子短期大学教授。
巌川正樹と「啖（くう）」を、越野格、小森陽一らと研究同人誌「異徒」を創刊。

## 著書
- 『荷風と踊る』三一書房、1996
- 『小津安二郎・生きる哀しみ』PHP新書、2003
- 『精読 小津安二郎』言視舎 2017
- 『小津の汽車が走る時　続・精読 小津安二郎』言視舎 2019

## 共著
- 『大江健三郎とは誰か』（三一新書、1995年）
- 『だから子どもの本が好き』（成文社、2007年）
- 『永井荷風　仮面と実像』（ぎょうせい、2009年）